# 세사르 페란도
세사르 페란도 히메네스(스페인어: César Ferrando Jiménez, 1959년 7월 25일, 발렌시아 주 타베르네스 데 라 발디그나 ~)는 스페인의 전직 축구 미드필더다.

## 선수 경력
페란도는 발렌시아 주 타베르네스 데 라 발디그나 출신으로, 지역 거함 발렌시아에서 축구를 시작해 거의 4년 가까이 2군 소속으로 활약했다. 1981년 4월 26일, 그는 3-1로 이긴 라스 팔마스와의 경기 막판에 교체로 들어가 1군이자 라 리가 신고식을 치렀다.
동지 소속으로 3년을 보낸 페란도는 1984년에 친정을 떠나 살라망카, 사바델, 알시라에서 프로 선수로 활약했는데, 대부분 세군다 디비시온 경기에 출전했지만, 1986-87 시즌에는 1부 리그 경기에 7번 출전했다. 그는 1991년에 하부 리그에 속한 고향의 온티녠트에서 32세의 나이로 은퇴했다.

## 감독 경력
페란도는 처음에 아마추어 구단을 지휘했는데, 인근 타베르네스를 이끌었다. 1997년, 그는 세군다 디비시온 B 무대로 올라서 간디아의 지휘봉을 잡았다. 2001년, 그는 발렌시아 2군을 이끌고 3부 리그에 다시 올려다 놓았다.
페란도는 2002년 여름에 2부 리그 알바세테의 감독으로 취임해 1년차에 1부 리그 승격을 이룩했고, 이듬해에는 1부 리그 잔류권에 안착하면서 아틀레티코 마드리드와 계약하기에 이르렀다.
그러나, 매트리스 제작자들이 리그에서 11위로 뒤처지면서, 페란도는 2005년 5월 말에 감독직에서 해임되었다. 그는 이후 전 소속 구단으로 돌아가 2년 동안 2부 리그 구단을 지휘했다.
이후 페란도는 스페인 축구 2부 리그 감독일을 계속했는데, 짐나스틱과 엘체를 거쳤다. 2013년, 그는 처음으로 해외 무대로 진출했는데, 말레이시아의 조호르 다룰 탁짐 감독이 되었다가 나중에 단장으로 전향했다.
페란도는 2016년 3월 13일에 심각한 2부 리그 강등의 위기에 처한 알바세테로 복귀했다. 2018년 7월 21일, 그는 인도 슈퍼리그의 잠셰드푸르 감독으로 취임했다.

## 사생활
페란도의 동생들인 프란시스코(1962년생)와 후안 카를로스(1965년)도 축구 선수로 활동했으며, 미드필더였다. 프란시스코의 경우 발렌시아에서 활약하기도 했다.

## 감독 통계
2022년 4월 3일 기준
| 구단                | 국적       | 취임            | 해임            | 기록 | 기록 | 기록 | 기록 | 기록 | 기록 | 기록 | 기록  | 주     |
| 구단                | 국적       | 취임            | 해임            | 전   | 승   | 무   | 패   | 득   | 실   | 차   | 율 %  | 주     |
| ------------------- | ---------- | --------------- | --------------- | ---- | ---- | ---- | ---- | ---- | ---- | ---- | ----- | ------ |
| 간디아              | 스페인     | 1997년 7월 1일  | 2000년 6월 30일 | 120  | 48   | 34   | 38   | 135  | 113  | +22  | 40.00 | [ 16 ] |
| 발렌시아 B          | 스페인     | 2000년 6월 30일 | 2002년 7월 1일  | 88   | 51   | 20   | 17   | 171  | 65   | +106 | 57.95 | [ 17 ] |
| 알바세테            | 스페인     | 2002년 7월 1일  | 2004년 6월 30일 | 82   | 30   | 28   | 24   | 92   | 81   | +11  | 36.59 | [ 18 ] |
| 아틀레티코 마드리드 | 스페인     | 2004년 6월 30일 | 2005년 5월 31일 | 52   | 22   | 13   | 17   | 61   | 43   | +18  | 42.31 | [ 19 ] |
| 알바세테            | 스페인     | 2005년 6월 15일 | 2007년 6월 30일 | 88   | 32   | 24   | 32   | 99   | 114  | −15  | 36.36 | [ 20 ] |
| 짐나스틱            | 스페인     | 2008년 1월 9일  | 2010년 3월 6일  | 94   | 31   | 32   | 31   | 117  | 111  | +6   | 32.98 | [ 21 ] |
| 엘체                | 스페인     | 2012년 4월 10일 | 2012년 6월 12일 | 10   | 3    | 1    | 6    | 12   | 21   | −9   | 30.00 | [ 22 ] |
| 조호르 다룰 탁짐    | 말레이시아 | 2013년 8월 21일 | 2014년 4월 10일 | 14   | 7    | 4    | 3    | 25   | 13   | +12  | 50.00 | [ 23 ] |
| 알바세테            | 스페인     | 2016년 3월 13일 | 2016년 6월 6일  | 13   | 4    | 1    | 8    | 12   | 19   | −7   | 30.77 | [ 24 ] |
| 라 누시아           | 스페인     | 2018년 3월 7일  | 2018년 5월 28일 | 13   | 8    | 1    | 4    | 27   | 13   | +14  | 61.54 | [ 25 ] |
| 잠셰드푸르          | 인도       | 2018년 7월 21일 | 2019년 4월 7일  | 19   | 6    | 9    | 4    | 32   | 25   | +7   | 31.58 | [ 26 ] |
| 라 누시아           | 스페인     | 2019년 7월 18일 | 현임            | 85   | 35   | 25   | 25   | 90   | 74   | +16  | 41.18 | [ 27 ] |
| 합계                | 합계       | 합계            | 합계            | 678  | 277  | 192  | 209  | 873  | 692  | +181 | 40.86 | —      |